# Gran Premi de Bèlgica del 2002
Resultats del Gran Premi de Bèlgica de Fórmula 1 de la temporada 2002 disputat al circuit de Spa Francorchamps l'1 de setembre del 2002.

## Resultats
| Pos | No | Pilot                | Equip              | Voltes | Temps/ Retirada  | Pos. de sortida | Punts |
| --- | -- | -------------------- | ------------------ | ------ | ---------------- | --------------- | ----- |
| 1   | 1  | Michael Schumacher   | Ferrari            | 44     | 1h 21' 20. 634   | 1               | 10    |
| 2   | 2  | Rubens Barrichello   | Ferrari            | 44     | + 1.977 s        | 3               | 6     |
| 3   | 6  | Juan Pablo Montoya   | Williams - BMW     | 44     | + 18.445 s       | 5               | 4     |
| 4   | 3  | David Coulthard      | McLaren - Mercedes | 44     | + 19.357 s       | 6               | 3     |
| 5   | 5  | Ralf Schumacher      | Williams - BMW     | 44     | + 56.440 s       | 4               | 2     |
| 6   | 16 | Eddie Irvine         | Jaguar - Cosworth  | 44     | + 1' 17.370 min. | 8               | 1     |
| 7   | 24 | Mika Salo            | Toyota             | 44     | + 1' 17.809 min. | 9               |       |
| 8   | 11 | Jacques Villeneuve   | BAR - Honda        | 44     | + 1' 19.855 min. | 12              |       |
| 9   | 25 | Allan McNish         | Toyota             | 43     | + 1 Volta        | 13              |       |
| 10  | 7  | Nick Heidfeld        | Sauber - Petronas  | 43     | + 1 Volta        | 18              |       |
| 11  | 10 | Takuma Sato          | Jordan - Honda     | 43     | + 1 Volta        | 16              |       |
| 12  | 12 | Olivier Panis        | BAR - Honda        | 39     | Motor            | 15              |       |
| Ret | 9  | Giancarlo Fisichella | Jordan - Honda     | 38     | Motor            | 14              |       |
| Ret | 17 | Pedro de la Rosa     | Jaguar - Cosworth  | 37     | Suspensions      | 11              |       |
| Ret | 8  | Felipe Massa         | Sauber - Petronas  | 37     | Motor            | 17              |       |
| Ret | 4  | Kimi Räikkönen       | McLaren - Mercedes | 35     | Motor            | 2               |       |
| Ret | 14 | Jarno Trulli         | Renault            | 35     | Motor            | 7               |       |
| Ret | 22 | Anthony Davidson     | Minardi - Asiatech | 17     | Virolla          | 20              |       |
| Ret | 15 | Jenson Button        | Renault            | 10     | Motor            | 10              |       |
| Ret | 23 | Mark Webber          | Minardi - Asiatech | 4      | Caixa canvi      | 19              |       |

## Altres
- Pole: Michael Schumacher 1' 43. 726

- Volta ràpida: Michael Schumacher 1' 47. 176 (a la volta 15)